# 臺灣省
臺灣省，簡稱「臺」，為中華民國已虛級化的省份，全省劃分為11縣、3市，範圍為臺灣本島（不含同島6個直轄市）與其附屬島嶼、澎湖群島。全省面積佔中華民國實際控制國土面積的69.38%，人口則佔總人口的30.68%。彰化縣為第一大縣、新竹市為第一大市。
臺灣之建省，可追溯至清朝1887年（光緒13年）成立的福建臺灣省。1945年（民國34年）中華民國接管臺灣以後，重新設立臺灣省，其範圍包含了臺灣全島及離島與澎湖列島。1949年中華民國政府遷臺，此後臺灣省與中央政府實際控制領土大部份重疊；其間，臺北市、高雄市各自獨立為直轄市，脫離臺灣省轄區。1997年，《中華民國憲法》修訂，實質凍結省制，1998年並實行臺灣省政府功能業務與組織調整，將省政府改組為行政院派出機關，原省政府業務多移交中央、各直轄市及縣市。2018年6月，行政院決議將臺灣省政府「去任務化」，不再編列省級機關預算，翌月將剩餘省級行政組織及業務完全移交中央政府，臺灣省政府自此實質停止運作，省制只存在於法律之中。

## 行政隸屬
自1945年日本戰敗後，中華民國政府開始管轄臺灣。1949年國共內戰後，中華民國政府從中國大陸退至臺灣地區，臺灣海峽兩岸進入分立分治狀態。中華民國政府在1991年前將中國大陸的中華人民共和國政府視為叛亂團體；而中華人民共和國政府則從1949年成立至今一直對從未管轄過的臺灣宣稱擁有主權。
行政院之下設立臺灣省政府，並指派省政府主席，期間於1994－1998年設一任民選臺灣省省長。
臺北市、新北市、桃園市、臺中市、臺南市、高雄市此6個直轄市由原屬臺灣省的縣市獨自或整併改制而來
。

## 歷史
遠古時代，因地殼運動，歐亞板塊與菲律賓海板塊的擠壓造生，出現臺灣島。
臺灣原住民族是已知最早居住於臺灣的現代人類，其各部族散居臺灣，並未建立統一的治理機構。1971年和1974年，在臺南縣左鎮鄉（今臺南市左鎮區）發現臺灣目前最早的人類化石，命名為「左鎮人」。還有少部屬於尼格利陀人種的矮黑人和屬於琉球人種的琅嶠人。
有文字記載疑似臺灣的歷史可能追溯到東吳黃龍2年（西元230年），吳人沈瑩的《臨海水土志》留下對臺灣最早的記述。三國東吳孫權派兵到「夷洲」，現代十三行的挖掘九十幾枚中國的錢幣，大多數屬於唐宋時代銅錢、少數為出自近代漢人文化層的清代銅錢，還有一枚能早至魏晉南北朝時代的五銖錢，足以佐證台灣原住民早已與中原貿易聯繫。隋唐時期（西元589年—907年）似稱臺灣為「流求」。隋朝大業六年（西元610年）隋煬帝派陳稜、張鄭州擊流求。宋元時期（西元960年—1368年），漢族於澎湖地區已開始有定居人口。西元12世紀中葉，宋朝將澎湖劃歸福建泉州晉江縣管轄，並派兵戌守。元、明兩朝政府在澎湖設巡檢司。明朝时期福建省和鄭芝龍集團曾有組織地移民臺灣。廈門自古有“扼臺灣之要，為東南門戶”之稱，人民密切關係與往來。臺灣人民70%的祖籍地源於閩南地區，因此臺灣人日常生活中時常使用閩南語，閩西、粵東移民則多用客家語。16世紀，西班牙、荷蘭等歐洲列強開始把觸角伸向亞洲并殖民台湾。

### 早期歷史
臺灣本島出現政權可追溯到17世紀。當時，臺灣中部有一部落共主式的大肚王國。而荷蘭及西班牙則分別在臺灣西南部及西北部進行統治。1642年荷蘭人派艦攻佔雞籠，將西班牙人趕走，統治臺灣西部的大部分。1661年，南臺灣由鄭氏王朝统治，設置承天府，管轄天興縣與萬年縣。1662年，鄭經於明昭宗死後，改東都為東寧。1664年至1683年之間，鄭經將原屬承天府轄下的兩縣則升格為天興州與萬年州，並增設澎湖、南路與北路三個安撫司，形成「一府二州三司」六個層級平行的行政單位。
1683年，鄭克塽歸順清朝，次年，康熙帝設立「臺灣府」，隸屬於福建省。1737年5月10日（乾隆二年四月十一日），內閣學士兼禮部侍郎吳金提議的臺灣設省，但當時朝廷認為臺灣在官制方面設有總兵、御史已經足夠，且臺灣一地不過一府四縣竟要改為省，於是此奏議並未被採納。清光緒年間因英法列強先後覬覦臺灣，閩浙總督上書朝廷，要求福建與臺灣兩地「巡撫分駐」、「建省分治」。於1885年慈禧太后下旨創建海軍的同時，下詔閩臺分治；9月5日，宣布臺灣建省，但建省行政工作至1887年才完成，正式名稱則為福建臺灣省，首任臺灣巡撫（西元1887年更名為福建臺灣巡撫）為劉銘傳。臺灣省下設三府（臺北府、臺灣府、臺南府），以及1直隸州（臺東直隸州）。三府下總轄11縣（宜蘭縣、淡水縣、新竹縣、苗栗縣、臺中縣、彰化縣、雲林縣、諸羅縣、安平縣、鳳山縣、恆春縣），4廳（基隆廳、南雅廳、埔社廳、澎湖廳）。
1894年，大清與日本發生甲午戰爭，翌年大清戰敗，於4月17日簽訂《馬關條約》，把臺灣及澎湖割讓給日本，成為日本的「外地」。初期，丘逢甲倡議的臺灣民主國曾短暫成立，以對抗日本統治，但不久後即宣告滅亡。從此，臺灣成為日本的殖民地達50年之久。日本統治早期承襲清朝區劃 ，中期後改劃為二十廳，後整併為十二廳，後期則將臺灣劃分為五州三廳（臺北州、新竹州、臺中州、臺南州、高雄州、花蓮港廳、臺東廳、澎湖廳）。先後採用特別統治主義、內地延長主義以及皇民化運動等政策統治臺灣。
1937年對日抗戰爆发，臺灣總督府推動皇民化運動，第一階段是1936年底到1940年的「國民精神總動員」，重點在於「確立對時局的認識，強化國民意識」。第二階段是1941年到1945年的「皇民奉公運動時期」，主旨在徹底落實日本皇民思想，強調挺身實踐，使台灣人為日本帝國盡忠。1940年公佈改姓名辦法，推動廢漢姓改日本姓名的運動，主旨在驅使臺灣人為日本帝國盡忠，鼓勵臺灣人說日語並推行日式教育，改日本姓名，穿日本服飾，奉祀傳統日本信仰神道教，全盤接受日化生活。1941年太平洋戰爭爆發後，由於戰爭規模不斷擴大，所需兵員越來越多，1942年開始在臺灣實施陸軍特別志願兵制度、高砂挺身報國隊、1943年實施海軍特別志願兵制度、並於1945年全面實施徵兵制，召集臺灣人從軍或負擔軍隊勞役、徵召慰安婦，投入東南亞戰場。1944年後，受到盟軍25次大空襲影響，受波及的臺灣農工生產值於戰爭結束前的1945年降到最低點。1945年，昭和天皇頒布《朝鮮及臺灣住民政治參與相關詔書》，日本帝國同時通過眾議院議員選舉法改正案，給予臺灣人與日本內地相同的參政權及參戰權
。1945年8月14日，昭和天皇發表《終戰詔書》宣布無條件投降，第二次世界大戰結束，日本代表於9月2日簽署《降伏文書》。

### 戰後時期

臺灣省是中華民國法定35省之一

1945年，第二次世界大戰結束後，盟軍最高統帥麥克阿瑟元帥發佈《一般命令第一號》，命令在中国大陆、臺灣、澎湖及越南北部的日軍向同盟國之代表人蔣中正投降。8月31日，國民政府頒布《臺灣省行政長官公署組織大綱》，隔日臺灣省行政長官公署在重慶成立臨時辦公處；9月20日公布《臺灣省行政長官公署組織條例》；10月25日臺灣省行政長官公署開始在臺灣運作，國民政府將臺灣設置為中華民國的一省。臺灣省行政長官公署將臺灣劃分行政區為8縣（由日治時期的五州三廳改制）、9個省轄市（由日治時期的州轄市改制）。1947年發生二二八事件，臺灣省行政長官公署改組為臺灣省政府。隨着第二次國共內戰中華民國國軍的失利，1949年，行政院決議將中央政府遷往臺灣島，臺灣實質上成為中華民國的主要領土。1950年4月5日，「行政院核准臺灣省試辦地方自治」。臺灣省政府頒布臺灣省各縣市實施地方自治綱要，以行政命令方式，實施地方自治，調整行政區為5市16縣1管理局。1951年6月28日，本省成立省行政設計委員會。1956年，臺灣省政府原位於臺北市，中華民國政府因國共內戰失利，而国民政府於1949年12月遷往臺北後，為防範中國人民解放軍渡海轟炸臺北而导致行政中樞瘫痪，臺灣省政府於1956年遷至南投縣南投市中興新村。
1967年7月1日，臺北市升格為直轄市，轄區減為4市16縣1管理局。1968年7月1日，原臺北縣景美鎮、南港鎮、木柵鄉、內湖鄉及陽明山管理局管轄之士林鎮、北投鎮併入臺北市，轄區減為4市16縣。1971年5月15日，臺灣省政府析臺中縣和平鄉的梨山、平等2村置梨山管理局（後改稱梨山建設管理局）。1973年7月1日正式升格，直轄於臺灣省政府。1981年3月1日，降編為梨山風景特定區管理所，改隸於臺灣省交通處之下，原轄區仍改為臺中縣和平鄉。1979年7月1日，高雄市升格為直轄市，原高雄縣小港鄉併入高雄市，轄區減為3市16縣。1982年7月1日，新竹市、嘉義市升格為省轄市，行政區變更為5市16縣。
1994年12月3日，臺灣省舉行民選省長選舉，由中國國民黨所提名的原省政府主席宋楚瑜當選，宋楚瑜成為唯一民選的省長。

### 虛級化
1998年12月20日，依照第四次憲法增修條文第九條第三項規定，將臺灣省虛級化，移除省的地方自治法人地位，省辦理之政務移交中央政府辦理。但省仍具有公法人資格，臺灣省政府、臺灣省諮議會改為行政院的派出機關，組織精簡（福建省亦同）。
2010年12月25日，縣市改制直轄市，原臺北縣、臺中縣市及臺南縣市改制為直轄市，而原高雄縣則與現有直轄市高雄市改制合併為一新直轄市，轄區減為3市12縣。
2014年12月25日，原桃園縣改制為直轄市，轄區減為3市11縣。
2018年施行省政機關去任務化，所有員額與預算歸零；7月1日，臺灣省政府所剩政務及組織全數移交中央政府；12月31日，臺灣省諮議會解散。現僅依照憲法增修條文保留臺灣省之名號、臺灣省政府與臺灣省諮議會之機關名稱、省政府主席與省諮議會諮議會長之職銜，實際上省政機關已不再運作，亦不再任命相關官員。

## 地理

### 地形
臺灣省是位於臺灣本島上的一個省份，地處臺灣本島部分地區及澎湖群島，隔臺灣海峽與中國大陸相對。中部偏西接臺中市，北界新北市、桃園市，西南與臺南市、高雄市相鄰，南連巴士海峽與菲律賓相望，東臨太平洋，西濱臺灣海峽與福建省相望，另基隆是臺灣省的飛地，不與其它臺灣省轄縣市相鄰。土地總面積25,110.0037平方公里，佔臺灣地區總面積36,006.1794平方公里之69.38%。

## 行政區劃

### 行政區域變遷

1949年行政區劃重劃前的臺灣省行政區劃

民國34年（1945年）10月，臺灣省行政長官公署開始在臺灣運作，將原日治時期五州三廳的行政區劃改為8縣9市
- 8縣：臺北縣、新竹縣、臺中縣、臺南縣、高雄縣、花蓮縣、臺東縣、澎湖縣
- 9市：基隆市、臺北市、新竹市、臺中市、彰化市、嘉義市、臺南市、高雄市、屏東市

民國38年（1949年）8月，析置1管理局（草山管理局）。民國39年（1950年）8月，全臺重劃分為16縣5市及1管理局（除基隆、臺北、臺中、臺南、高雄外均降為縣轄市）。以後臺北、高雄兩市改制直轄市脫離臺灣省；復置新竹、嘉義兩市及梨山管理局（1973年升格，1981年降級）。至民國87年（1998年）臺灣省虛級化前，全省轄有16縣5市
- 16縣：臺北縣、宜蘭縣、桃園縣、新竹縣、苗栗縣、臺中縣、彰化縣、南投縣、雲林縣、嘉義縣、臺南縣、高雄縣、屏東縣、花蓮縣、臺東縣、澎湖縣
- 5市：基隆市、新竹市、臺中市、嘉義市、臺南市

臺灣省虛級化後，各縣市名義上仍列省之下，但實際上由中央政府直接管轄。2010年（民國99年）12月25日臺北縣、臺中縣、臺南縣、高雄縣、臺中市、臺南市等縣市改制直轄市脫離臺灣省；2014年（民國103年）12月25日桃園縣改制直轄市脫離臺灣省；現臺灣省下共有11縣3市。

### 現今行政區域
臺灣省為中華民國的一級行政區，實際管轄範圍包括臺灣本島的部分區域（不含臺北市、新北市、桃園市、臺中市、臺南市與高雄市等直轄市範圍）與其附屬島嶼、以及澎湖群島。全省共劃分為11縣、3市（原依據省縣自治法稱「省轄市」；1999年地方制度法通過後，回歸憲法條文規定稱為「市」）。
| 臺灣省行政區劃圖                                                       | No.    | 區劃名稱   | 轄屬區域 | 政府所在   | 面積（km²） | 人口 |
| ---------------------------------------------------------------------- | ------ | ---------- | -------- | ---------- | ----------- | ---- |
|                                                                        | 市     |            |          |            |             |      |
| 1                                                                      | 基隆市 | 7區        | 中正區   | 132.7589   | 361,089     |      |
| 2                                                                      | 新竹市 | 3區        | 北區     | 104.1526   | 455,829     |      |
| 3                                                                      | 嘉義市 | 2區        | 東區     | 60.0256    | 261,178     |      |
| 縣                                                                     |        |            |          |            |             |      |
| 4                                                                      | 新竹縣 | 1市3鎮9鄉  | 竹北市   | 1,427.5369 | 596,849     |      |
| 5                                                                      | 苗栗縣 | 2市5鎮11鄉 | 苗栗市   | 1,820.3149 | 532,545     |      |
| 6                                                                      | 彰化縣 | 2市6鎮18鄉 | 彰化市   | 1,074.3960 | 1,216,624   |      |
| 7                                                                      | 南投縣 | 1市4鎮8鄉  | 南投市   | 4,106.4360 | 469,893     |      |
| 8                                                                      | 雲林縣 | 1市5鎮14鄉 | 斗六市   | 1,290.8326 | 654,539     |      |
| 9                                                                      | 嘉義縣 | 2市2鎮14鄉 | 太保市   | 1,903.6367 | 476,106     |      |
| 10                                                                     | 屏東縣 | 1市3鎮29鄉 | 屏東市   | 2,775.6003 | 785,792     |      |
| 11                                                                     | 宜蘭縣 | 1市3鎮8鄉  | 宜蘭市   | 2,143.6251 | 450,468     |      |
| 12                                                                     | 花蓮縣 | 1市2鎮10鄉 | 花蓮市   | 4,628.5714 | 314,053     |      |
| 13                                                                     | 臺東縣 | 1市2鎮13鄉 | 臺東市   | 3,515.2526 | 209,231     |      |
| 14                                                                     | 澎湖縣 | 1市5鄉     | 馬公市   | 126.8641   | 106,594     |      |
| 注：基隆市與臺灣省中間隔著直轄市新北市，不與省相鄰，故為臺灣省的飛地。 |        |            |          |            |             |      |

### 行政區劃演變
| 10001  | 臺北縣         | 臺北縣板橋市（原稱板橋鎮，今新北市板橋區），1946年（民國35年）前治臺北市城中區樺山（今臺北市中正區）         | 臺北州   | 1920年（大正9年）10月設立臺北州。 1945年（昭和20年、民國34年）10月改制為「臺北縣」。 2010年（民國99年）12月25日改制為直轄市，脫離臺灣省。 |
| 10002  | 宜蘭縣         | 宜蘭縣宜蘭市                                                                                                 | 臺北州   | 1950年（民國39年）8月析臺北縣宜蘭、羅東、蘇澳3區及北峰區南澳、太平2鄉置「宜蘭縣」。因清治時期後期曾設宜蘭縣於此，故名。 |
| 10003  | 桃園縣         | 桃園縣桃園市（原稱桃園鎮，今桃園市桃園區）                                                                   | 新竹州   | 1920年（大正9年）10月設立新竹州。 1945年（昭和20年、民國34年）10月改制為新竹縣，1950年（民國39年）8月改名「桃園縣」。因縣駐地而得名。 2014年（民國103年）12月25日改制為直轄市，脫離臺灣省。                                                    |
| 10004  | 新竹縣         | 新竹縣竹北市，1989年（民國78年）5月前治新竹市原新竹市役所                                                    | 新竹州   | 1950年（民國39年）8月析新竹縣新竹、竹東2區及新峰區尖石、五峰2鄉，與新竹市合併改制，仍稱「新竹縣」。 |
| 10005  | 苗栗縣         | 苗栗縣苗栗市（原稱苗栗鎮）                                                                                   | 新竹州   | 1950年（民國39年）8月析新竹縣苗栗、竹南、大湖3區及新峰區大安鄉置「苗栗縣」。因清治時期後期曾設苗栗縣於此，故名。 |
| 10006  | 臺中縣         | 臺中縣豐原市（原稱豐原鎮，今臺中市豐原區），1950年（民國39年）前治員林鎮（今彰化縣員林市）                   | 臺中州   | 1920年（大正9年）10月設立臺中州。 1945年（昭和20年、民國34年）10月改制為「臺中縣」。 2010年（民國99年）12月25日與臺中市合併改制為直轄市，脫離臺灣省。                                                                                          |
| 10007  | 彰化縣         | 彰化縣彰化市                                                                                                 | 臺中州   | 1950年（民國39年）8月析臺中縣彰化、員林、北斗3區，與彰化市合併置「彰化縣」。因清治時期曾設彰化縣於此，故名。 |
| 10008  | 南投縣         | 南投縣南投市（原稱南投鎮）                                                                                   | 臺中州   | 1950年（民國39年）8月析臺中縣南投、竹山、能高、玉山4區及中峰區信義、仁愛2鄉置「南投縣」。因縣治設南投鎮而得名。 |
| 10009  | 雲林縣         | 雲林縣斗六市（原稱斗六鎮）                                                                                   | 臺南州   | 1950年（民國39年）8月析臺南縣斗六、虎尾、北港3區置「雲林縣」。因清治時期後期曾設雲林縣於此，故名。 |
| 10010  | 嘉義縣         | 嘉義縣太保市（原稱太保鄉）:39:86，1991年（民國80年）前治嘉義市原嘉義郡役所                                   | 臺南州   | 1950年（民國39年）8月析臺南縣嘉義、東石2區，與嘉義市合併置「嘉義縣」。因清治時期曾設嘉義縣於此，故名。 |
| 10011  | 臺南縣         | 臺南縣新營市（原稱新營鎮，今臺南市新營區）                                                                   | 臺南州   | 1920年（大正9年）10月設立臺南州。 1945年（昭和20年、民國34年）10月改制為「臺南縣」。 2010年（民國99年）12月25日與臺南市合併改制為直轄市，脫離臺灣省。                                                                                          |
| 10012  | 高雄縣         | 高雄縣鳳山市（原稱鳳山鎮，今高雄市鳳山區），1946年（民國35年）4月1日前治高雄市三民區高雄中學（今行政區同名） | 高雄州   | 1920年（大正9年）10月設立高雄州。 1945年（昭和20年、民國34年）10月改制為「高雄縣」。 2010年（民國99年）12月25日與高雄直轄市合併改制為新直轄市，脫離臺灣省。                                                                                    |
| 10013  | 屏東縣         | 屏東縣屏東市                                                                                                 | 高雄州   | 1950年（民國39年）8月析高雄縣屏東、潮州、東港、恆春、高峰5區及雄峰區霧台、瑪家、三地3鄉，與屏東市合併置「屏東縣」。因縣治設屏東市而得名。 |
| 10014  | 臺東縣         | 臺東縣臺東市（原稱臺東鎮）                                                                                   | 臺東廳   | 1897年（明治30年）5月設立臺東廳。 1945年（昭和20年、民國34年）10月改制為「臺東縣」。 |
| 10015  | 花蓮縣         | 花蓮縣花蓮市                                                                                                 | 花蓮港廳 | 1909年（明治42年）10月設立花蓮港廳。 1945年（昭和20年、民國34年）10月改制為「花蓮縣」。 |
| 10016  | 澎湖縣         | 澎湖縣馬公市（原稱馬公鎮）                                                                                   | 澎湖廳   | 1926年（大正15年）7月設立澎湖廳 1945年（昭和20年、民國34年）10月改制為「澎湖縣」。 |
| 10017  | 基隆市         | 基隆市中正區                                                                                                 | 臺北州   | 1924年（大正13年）12月臺北州下設立州轄市基隆市。 1945年（昭和20年、民國34年）10月改制為省轄市。 |
| 10018  | 新竹市         | 新竹市北區，1950年（民國39年）前治今新竹市東區原新竹市役所                                                   | 新竹州   | 1930年（昭和5年）1月新竹州下設立州轄市新竹市。 1945年（昭和20年、民國34年）10月改制為省轄市。 1950年（民國39年）8月裁撤，歸新竹縣轄。1982年（民國71年）7月1日復置。                                                                            |
| 10019  | 臺中市         | 臺中市西區原臺中州廳（今行政區同名）                                                                         | 臺中州   | 1920年（大正9年）10月臺中州下設立州轄市臺中市。 1945年（昭和20年、民國34年）10月改制為省轄市。 2010年（民國99年）12月25日與臺中縣合併改制為直轄市，脫離臺灣省。                                                                                |
| 10020  | 嘉義市         | 嘉義市東區                                                                                                   | 臺南州   | 1930年（昭和5年）1月臺南州下設立州轄市嘉義市。 1945年（昭和20年、民國34年）10月改制為省轄市。 1950年（民國39年）8月裁撤，歸嘉義縣轄，設新東、新西、新南、新北四鎮。 1951年（民國40年）11月合併四鎮為嘉義縣轄市。1982年（民國71年）7月1日復置。 |
| 10021  | 臺南市         | 臺南市安平區（今行政區同名），1997年（民國86年）10月1日前治臺南市中區原臺南州廳（今臺南市中西區）            | 臺南州   | 1920年（大正9年）10月臺南州下設立州轄市臺南市。 1945年（昭和20年、民國34年）10月改制為省轄市。 2010年（民國99年）12月25日與臺南縣合併改制為直轄市，脫離臺灣省。。                                                                              |
| 不適用 | 臺北市         | 臺北市建成區（今臺北市大同區臺北市政府舊廈）                                                                 | 臺北州   | 1920年（大正9年）10月臺北州下設立州轄市臺北市。 1945年（昭和20年、民國34年）10月改制為省轄市。 1967年（民國56年）7月1日改制為直轄市，脫離臺灣省。                                                                                              |
| 不適用 | 彰化市         | 彰化市彰南區（今彰化縣彰化市彰化縣政府大樓）                                                                 | 臺中州   | 1933年（昭和8年）12月臺中州下設立州轄市彰化市。 1945年（昭和20年、民國34年）10月改制為省轄市。 1950年（民國39年）8月裁撤，歸彰化縣轄。 |
| 不適用 | 高雄市         | 高雄市鹽埕區（今行政區同名，高雄市立歷史博物館）                                                             | 高雄州   | 1924年（大正13年）12月高雄州下設立州轄市高雄市。 1945年（昭和20年、民國34年）10月改制為省轄市。 1979年（民國68年）7月1日改制為直轄市，脫離臺灣省。 2010年（民國99年）12月25日與高雄縣合併改制為新直轄市。                                      |
| 不適用 | 屏東市         | 屏東市中區（今屏東縣屏東市屏東縣政府大樓）                                                                   | 高雄州   | 1933年（昭和8年）12月高雄州下設立州轄市屏東市。 1945年（昭和20年、民國34年）10月改制為省轄市。 1950年（民國39年）8月裁撤，歸屏東縣轄。 |
| 不適用 | 陽明山管理局   | 臺北縣北投鎮（今臺北市北投區建國街）                                                                         | 臺北州   | 1949年（民國38年）8月析臺北縣淡水區下北投與士林二鎮置「草山管理局」:138，行政區域仍屬臺北縣。 1950年（民國39年）4月26日改名「陽明山管理局」。:138. 139 1968年（民國57年）7月1日起劃入直轄市臺北市，脫離臺灣省。:140                            |
| 不適用 | 梨山建設管理局 | 臺中縣和平鄉梨山村（今臺中市和平區梨山里梨山賓館）                                                             | 臺中州   | 1973年（民國62年）7月1日正式升格析臺中縣和平鄉下梨山、平等二村置「梨山管理局」（後改稱「梨山建設管理局」），行政區域仍屬臺中縣。 1981年（民國70年）3月1日降編為梨山風景特定區管理所，改隸於臺灣省政府交通處之下，民政業務復歸臺中縣辦理。      |

### 行政區劃年表
| 臺灣省行政區劃年表                                                        |           |    |    |        | |
| 說明：「?」表示不能確定其發生年份或月份，故放於最有可能的一年內，詳見注釋 |           |    |    |        | |
| 西元                                                                      | 民國紀元  | 縣 | 市 | 管理局 | 行政區劃變更 |
| 1945年                                                                    | 民國34年  | 8  | 9  |        | - 改臺北州為臺北縣（10月） - 改新竹州為新竹縣（10月） - 改臺中州為臺中縣（10月） - 改臺南州為臺南縣（10月） - 改高雄州為高雄縣（10月） - 改臺東廳為臺東縣（10月） - 改花蓮港廳為花蓮縣（10月） - 改澎湖廳為澎湖縣（10月） - 原臺北州轄市基隆市 基隆市，升格為省轄市（10月） - 原臺北州轄市臺北市，升格為省轄市（10月） - 原新竹州轄市新竹市，升格為省轄市（10月） - 原臺中州轄市臺中市，升格為省轄市（10月） - 原臺中州轄市彰化市，升格為省轄市（10月） - 原臺南州轄市嘉義市，升格為省轄市（10月） - 原臺南州轄市臺南市，升格為省轄市（10月） - 原高雄州轄市高雄市，升格為省轄市（10月） - 原高雄州轄市屏東市，升格為省轄市（10月） |
| 1946年                                                                    | 民國35年  | 8  | 9  |        | |
| 1947年                                                                    | 民國36年  | 8  | 9  |        | |
| 1948年                                                                    | 民國37年  | 8  | 9  |        | |
| 1949年                                                                    | 民國38年  | 8  | 9  | 1      | - 析臺北縣置草山管理局（8月） |
| 1950年                                                                    | 民國39年  | 16 | 5  | 1      | - 草山管理局改名陽明山管理局（4月） - 析臺北縣置宜蘭縣（8月） - 析新竹縣置桃園縣、苗栗縣（8月） - 析臺中縣置彰化縣、南投縣（8月） - 析臺南縣置雲林縣、嘉義縣（8月） - 析高雄縣置屏東縣（8月） - 新竹市降格為新竹縣轄市（8月） - 彰化市降格為彰化縣轄市（8月） - 嘉義市降格為嘉義縣轄市（8月） - 屏東市降格為屏東縣轄市（8月） |
| 1951年                                                                    | 民國40年  | 16 | 5  | 1      | |
| 1952年                                                                    | 民國41年  | 16 | 5  | 1      | |
| 1953年                                                                    | 民國42年  | 16 | 5  | 1      | |
| 1954年                                                                    | 民國43年  | 16 | 5  | 1      | |
| 1955年                                                                    | 民國44年  | 16 | 5  | 1      | |
| 1956年                                                                    | 民國45年  | 16 | 5  | 1      | |
| 1957年                                                                    | 民國46年  | 16 | 5  | 1      | |
| 1958年                                                                    | 民國47年  | 16 | 5  | 1      | |
| 1959年                                                                    | 民國48年  | 16 | 5  | 1      | |
| 1960年                                                                    | 民國49年  | 16 | 5  | 1      | |
| 1961年                                                                    | 民國50年  | 16 | 5  | 1      | |
| 1962年                                                                    | 民國51年  | 16 | 5  | 1      | |
| 1963年                                                                    | 民國52年  | 16 | 5  | 1      | |
| 1964年                                                                    | 民國53年  | 16 | 5  | 1      | |
| 1965年                                                                    | 民國54年  | 16 | 5  | 1      | |
| 1966年                                                                    | 民國55年  | 16 | 5  | 1      | |
| 1967年                                                                    | 民國56年  | 16 | 4  | 1      | - 臺北市改制為直轄市，直隸於行政院（7月） |
| 1968年                                                                    | 民國57年  | 16 | 4  |        | - 陽明山管理局改隸臺北市（7月） |
| 1969年                                                                    | 民國58年  | 16 | 4  |        | |
| 1970年                                                                    | 民國59年  | 16 | 4  |        | |
| 1971年                                                                    | 民國60年  | 16 | 4  |        | |
| 1972年                                                                    | 民國61年  | 16 | 4  |        | |
| 1973年                                                                    | 民國62年  | 16 | 4  | 1      | - 析臺中縣置梨山建設管理局（7月） |
| 1974年                                                                    | 民國63年  | 16 | 4  | 1      | - 臺北市政府去除陽明山管理局的地方行政權，只負責風景區維護與管理（1月）。 |
| 1975年                                                                    | 民國64年  | 16 | 4  | 1      | |
| 1976年                                                                    | 民國65年  | 16 | 4  | 1      | |
| 1977年                                                                    | 民國66年  | 16 | 4  | 1      | - 陽明山管理局降格為管理處（1月） |
| 1978年                                                                    | 民國67年  | 16 | 4  | 1      | |
| 1979年                                                                    | 民國68年  | 16 | 3  | 1      | - 高雄市改制為直轄市，直隸於行政院（7月） |
| 1980年                                                                    | 民國69年  | 16 | 3  | 1      | |
| 1981年                                                                    | 民國70年  | 16 | 3  |        | - 梨山建設管理局降格為管理所（3月） |
| 1982年                                                                    | 民國71年  | 16 | 5  |        | - 析新竹縣置新竹市（7月），再度成為省轄市 - 析嘉義縣置嘉義市（7月），再度成為省轄市 |
| 1983年                                                                    | 民國72年  | 16 | 5  |        | |
| 1984年                                                                    | 民國73年  | 16 | 5  |        | |
| 1985年                                                                    | 民國74年  | 16 | 5  |        | |
| 1986年                                                                    | 民國75年  | 16 | 5  |        | |
| 1987年                                                                    | 民國76年  | 16 | 5  |        | |
| 1988年                                                                    | 民國77年  | 16 | 5  |        | |
| 1989年                                                                    | 民國78年  | 16 | 5  |        | |
| 1990年                                                                    | 民國79年  | 16 | 5  |        | |
| 1991年                                                                    | 民國80年  | 16 | 5  |        | |
| 1992年                                                                    | 民國81年  | 16 | 5  |        | |
| 1993年                                                                    | 民國82年  | 16 | 5  |        | |
| 1994年                                                                    | 民國83年  | 16 | 5  |        | |
| 1995年                                                                    | 民國84年  | 16 | 5  |        | |
| 1996年                                                                    | 民國85年  | 16 | 5  |        | |
| 1997年                                                                    | 民國86年  | 16 | 5  |        | |
| 1998年                                                                    | 民國87年  | 16 | 5  |        | - 臺灣省虛級化，移除「自治法人」地位，臺灣省政府簡併改組為中央之派出機關（12月21日） |
| 1999年                                                                    | 民國88年  | 16 | 5  |        | |
| 2000年                                                                    | 民國89年  | 16 | 5  |        | |
| 2001年                                                                    | 民國90年  | 16 | 5  |        | |
| 2002年                                                                    | 民國91年  | 16 | 5  |        | |
| 2003年                                                                    | 民國92年  | 16 | 5  |        | |
| 2004年                                                                    | 民國93年  | 16 | 5  |        | |
| 2005年                                                                    | 民國94年  | 16 | 5  |        | |
| 2006年                                                                    | 民國95年  | 16 | 5  |        | |
| 2007年                                                                    | 民國96年  | 16 | 5  |        | |
| 2008年                                                                    | 民國97年  | 16 | 5  |        | |
| 2009年                                                                    | 民國98年  | 16 | 5  |        | |
| 2010年                                                                    | 民國99年  | 12 | 3  |        | - 臺北縣改制為直轄市，改名新北市（12月） - 臺中縣、臺中市合併改制為直轄市，仍名臺中市（12月） - 臺南縣、臺南市合併改制為直轄市，仍名臺南市（12月） - 高雄縣與高雄市（直轄市）合併改制為直轄市，仍名高雄市（12月） |
| 2011年                                                                    | 民國100年 | 12 | 3  |        | |
| 2012年                                                                    | 民國101年 | 12 | 3  |        | |
| 2013年                                                                    | 民國102年 | 12 | 3  |        | |
| 2014年                                                                    | 民國103年 | 11 | 3  |        | - 桃園縣改制為直轄市，改名桃園市（12月） |
| 2015年                                                                    | 民國104年 | 11 | 3  |        | |
| 2016年                                                                    | 民國105年 | 11 | 3  |        | |
| 2017年                                                                    | 民國106年 | 11 | 3  |        | |
| 2018年                                                                    | 民國107年 | 11 | 3  |        | - 臺灣省政府去任務化，省級行政組織移交中央政府，臺灣省政府實質上解散。（7月1日） |
| 2019年                                                                    | 民國108年 | 11 | 3  |        | |
| 2020年                                                                    | 民國109年 | 11 | 3  |        | |
| 2021年                                                                    | 民國110年 | 11 | 3  |        | |
| 2022年                                                                    | 民國111年 | 11 | 3  |        | |

## 政治

### 省政首長
1945年10月25日，在臺日軍向同盟國的代表人蔣中正投降，臺灣納入中華民國管轄。不同於中華民國其他省份，國民政府當時以「臺灣省行政長官」作為臺灣省的最高行政首長，由前福建省主席陳儀出任。由於政府歧視臺人、排斥臺人參與政府與經濟活動的種種倒行逆施，民不聊生之下:160，於1947年2月底發生二二八事件，民怨至此總爆發，各地發生軍民衝突，政府增援國軍抵臺鎮壓屠殺與清鄉:8318。3月23日，國民黨三中全會通過將陳儀撤職查辦。4月22日，鑒於行政長官公署治臺失敗，行政院會議通過撤銷臺灣省行政長官公署，改組為臺灣省政府。5月16日，臺灣省政府正式成立，臺灣省政府主席（簡稱省主席）取代臺灣省行政長官成為臺灣省的最高行政首長，由魏道明出任首任主席:8305。
臺灣省政府主席在1991年以前一直負責臺灣省內事務，由中央政府任命省府委員，並舉派其中一員任職主席。1994年，首次舉行臺灣省省長直接民選，由宋楚瑜當選。1997年中華民國憲法修正後，臺灣省政府進行功能業務與組織調整（通稱「精省」或「凍省」），省長職務再度改為省主席，由總統指派。因《中華民國憲法增修條文》規定，精簡臺灣省的行政組織與功能。
2006年1月24日，因立法院未批准臺灣省主席、副主席、及省府委員的預算，時任行政院院長蘇貞昌據此宣佈停止任命臺灣省相關公職，持續向精省、政府架構精簡化的方向努力。1月25日由鄭培富以臺灣省政府秘書長兼任代理臺灣省政府主席。2007年12月7日發布總統令任命行政院政務委員林錫耀兼任臺灣省主席。2008年5月20日發布總統令任命政務委員蔡勳雄兼任臺灣省主席，政務委員兼任省主席漸成慣例，從此維持至2018年6月30日，行政院停止派任省主席為止。

### 省政組織
中華民國政府於民國38年（1949年）底遷臺後，中央政府所在地及臺灣省省會都設在臺北市。為防範中共中國人民解放軍渡海轟炸臺北而直接癱瘓行政中樞，中央政府於民國45年（1956年）著手疏遷計畫，規劃將臺灣省政府、臺灣省議會與故宮遷移至臺中縣霧峰鄉坑口村（今臺中市霧峰區坑口），興建辦公及宿舍群，作為戰時指揮中樞，並命名為光復新村。
因土地徵收作業未趕上中央疏遷的期限，政府改在南投縣南投市虎山山麓營盤口庄建設，民國46年（1957年）建造完成，占地約200公頃，命名為中興新村，6月30日，省府正式遷南投縣中興新村；在臺中市亦有黎明辦公區（精省後，改為行政院中部聯合服務中心園區）。
2018年7月1日，行政院宣佈省及機關預算歸零、所有員額與業務由中央相關部會承接，臺灣省政府及臺灣省諮議會行政組織開始移交國家發展委員會及其他中央政府機關。2018年7月20日，臺灣省政府大樓原址成立「國家發展委員會中興辦公區中興新村活化專案辦公室」。
目前臺灣省政府及省諮議會下無任何行政組織或實體辦公場所，實質上解散，僅保留憲法中省府名稱和省主席職稱。

## 經濟
2022年（民国111年）臺灣省所屬縣市的低收入戶最低生活費公告金額定為新臺幣1萬4,230元。

## 文化

### 語言
中華民國國語是全國通用的官方語言，使用傳統的繁體字書寫。臺灣省常見的地方語言為臺語，其次為臺灣客家話與臺灣原住民諸族語。臺語是目前多數臺灣人所使用的語言，無論是一般生活中的口語對話，或者是各種文章或名稱，皆以臺語為主要用語。依據學者預測，因近年來國語（官話）完全普及且佔優勢，加上經歷臺灣話斷層的老一輩不常用之與晚輩交談，且在學校並未學得適當工具來表達，若無加強教育傳承，該語言恐在二十一世紀末到二十二世紀初（甚至更早）便會消逝，各世代說臺語的比例急速下降，從65%到18%。中華民國教育部自2010年起開辦臺灣閩南語能力認證，累積超過4萬6千多人報名，每年超過1萬人報考。
臺灣客家語是臺灣客家人所使用的客家語，主要源於粵東，及少部份的閩南、閩西地區，有四縣腔、海陸腔、大埔腔、饒平腔、詔安腔、永定腔、長樂腔、豐順腔、揭西腔、汀州腔、平和腔、南靖腔、四海腔、混合腔等十四種客家腔調，以使用四縣腔及海陸腔為最多，在公眾播音場合（如鐵路、捷運車站）皆以使用四縣腔為主，由於使用海陸腔最廣、最常使用的地方是在新竹縣，所以或被稱作新竹腔，其次為花蓮縣（因日治時代有不少新竹州的客家人前往花蓮移民墾拓），海陸腔各聲調的調值與四縣腔幾乎相反，與粵語相近。
臺灣原住民族語，又稱「臺灣南島語言」，屬南島語系，是臺灣省各原住民部落所使用的語言，有泰雅語、賽德克語、寒溪語、賽夏語、道卡斯語、巴宰語、噶哈巫語、邵語、巴布拉語、巴布薩語、虎尾壟語、洪雅語、巴賽語、噶瑪蘭語、猴猴語、撒奇萊雅語、阿美語、西拉雅語、大滿語、馬卡道語、鄒語、排灣語、卑南語、魯凱語等二十四個語種。位於臺東蘭嶼島上的達悟語為臺灣原住民族中唯一屬於馬來-玻里尼西亞語族的語言。

## 教育

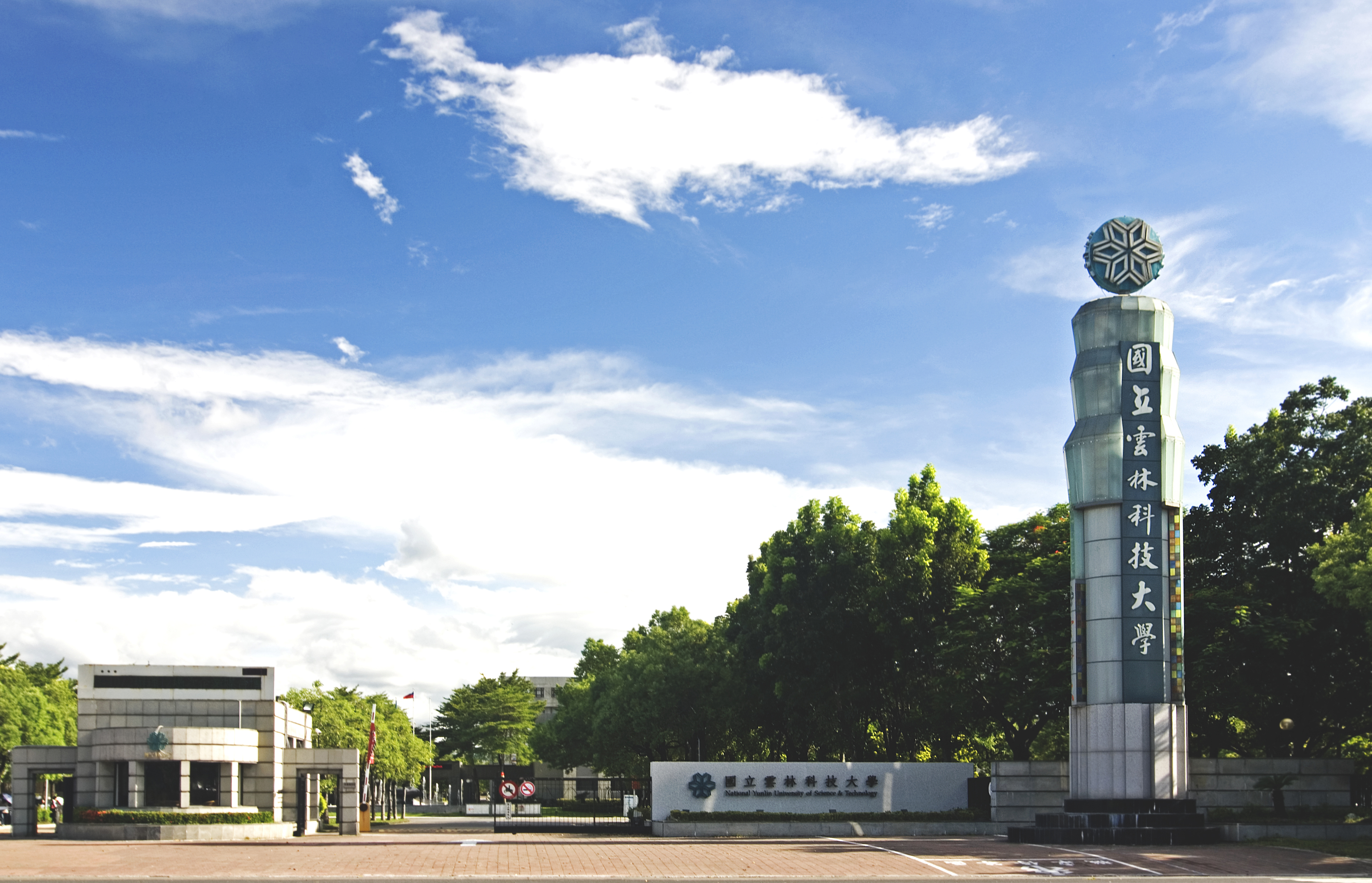
位於雲林斗六的國立雲林科技大學

臺灣省的教育發展始於明鄭時期，1666年，陳永華於當時臺灣首府承天府（今臺南市）建造全臺灣第一座孔廟，也是第一座官立的儒學學堂，人稱全臺首學。清治時期，1683年，靖海侯施琅在臺灣設立第一所名為「西定坊書院」，但初期只為義學性質，直到1704年清廷於臺設立而真正具有漢人傳統的書院崇文書院:14:21。在清廷統治期間，共設立了數十所官辦或官民合辦的書院。日治時期，1895年臺灣總督府於芝山岩設置臺灣第一所西式教育小學。1896年設置國語傳習所，1898年國語傳習所改制為公學校:2，1941年再改為國民學校。日治時期的初等教育以種族分設學制，共有公學校、小學校、蕃童教育所、蕃人公學校。中等教育方面，
1919年，依第一次《臺灣教育令》規定，分為普通教育、實業學校、專門學校及師範學校。1922年，第二次《臺灣教育令》明文規定，將「國語學校附屬高等科」改為「中學校、高等女學校」。1928年，總督府設立臺灣第一所大學，方奠定臺灣學術的基礎。國府遷臺早期，大力推行去日本化，強力推行國語教育，教育資源與體制則約承襲日治時期後期與中華民國政府在中國大陸時期的綜合體制。1968年全省開始實施九年國民義務教育:187，後來發展為九年一貫課程。2014年起正式實施十二年國民基本教育。
全省設有大專院校44所，分別為國立清華大學、國立臺灣海洋大學、國立聯合大學、國立彰化師範大學、國立暨南國際大學、國立中正大學、國立嘉義大學、國立宜蘭大學、國立東華大學、國立臺東大學、國立屏東大學、國立陽明交通大學、中華大學、大葉大學、慈濟大學、南華大學、玄奘大學、佛光大學、明道大學19所綜合型大學，國立雲林科技大學、國立虎尾科技大學、國立屏東科技大學、國立澎湖科技大學、明新科技大學、敏實科技大學、元培醫事科技大學、建國科技大學、大仁科技大學、慈濟科技大學、育達科技大學、吳鳳科技大學、美和科技大學、中州科技大學、環球科技大學、南開科技大學、崇右影藝科技大學、大漢技術學院、經國管理暨健康學院、大同技術學院20所技職型大學及國立臺東專科學校、仁德醫護管理專科學校、慈惠醫護管理專科學校、聖母醫護管理專科學校、崇仁醫護管理專科學校5所專科學校。另有9所大專院校國立臺灣大學、國立成功大學、淡江大學、中國醫藥大學、國立臺灣科技大學、中華科技大學、中國科技大學、長庚科技大學、耕莘健康管理專科學校也在臺灣省設置分校。

## 交通

### 鐵路

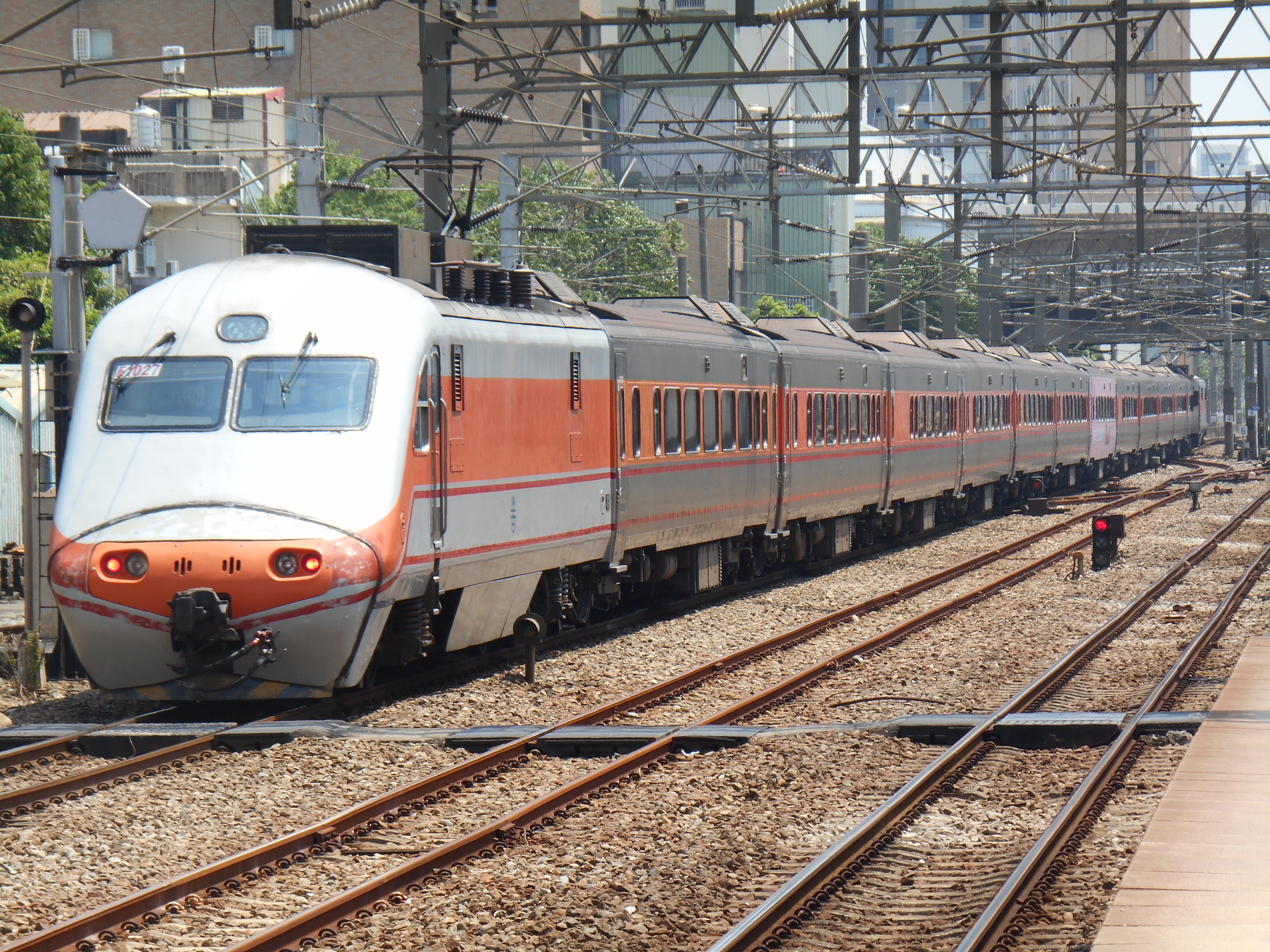
臺鐵推拉式自強號

臺灣省的鐵路運輸始建於清治時期，1887年，臺灣巡撫劉銘傳奏請清廷興建鐵路，並成立「全臺鐵路商務總局」負責籌辦臺灣鐵路的興建:27:70，後於1891年11月底臺北基隆段完工通車:24:15，1893年10月延伸至新竹:109。日治時期，臺灣總督府鐵道部於1899年起陸續完成臺灣鐵路縱貫線的興建:244、255:111:39，1908年4月20日正式完工通車:37、38。戰後，1948年，鐵路縱貫線由臺灣鐵路局負責經營，之後隨著北迴線、南迴線的興建完成，構成臺灣環島鐵路網:63:92:43:102:43。1979年鐵路縱貫線完成鐵路電氣化，成為臺灣省內第一條的電氣化鐵路:95、96:99。1992年起進行了北迴線的雙軌化、電氣化等改良工程，過程中因改線而開挖不少新隧道，之後於2003年6月底完工，7月4日在花蓮舉行通車典禮:63:103、104。之後陸續進行高雄到屏東的鐵路雙軌化（1983年－1987年）、電氣化及山線竹南豐原段改線與雙軌化工程（1987年－1998年）等改良工程:104、106。台灣高速鐵路於2007年2月1日正式營運:104，是臺灣第一個採用民間興建營運後轉移模式（BOT模式）的公共工程，車輛使用日本新幹線系統的700T型列車
，全線貫穿臺灣省境，路線全長349.5公里，最高營運時速300公里，往返臺北、高雄南北兩直轄市間，最快只需105分鐘，使得高鐵的通車，形成臺灣西部南北一日生活圈:104。

### 公路

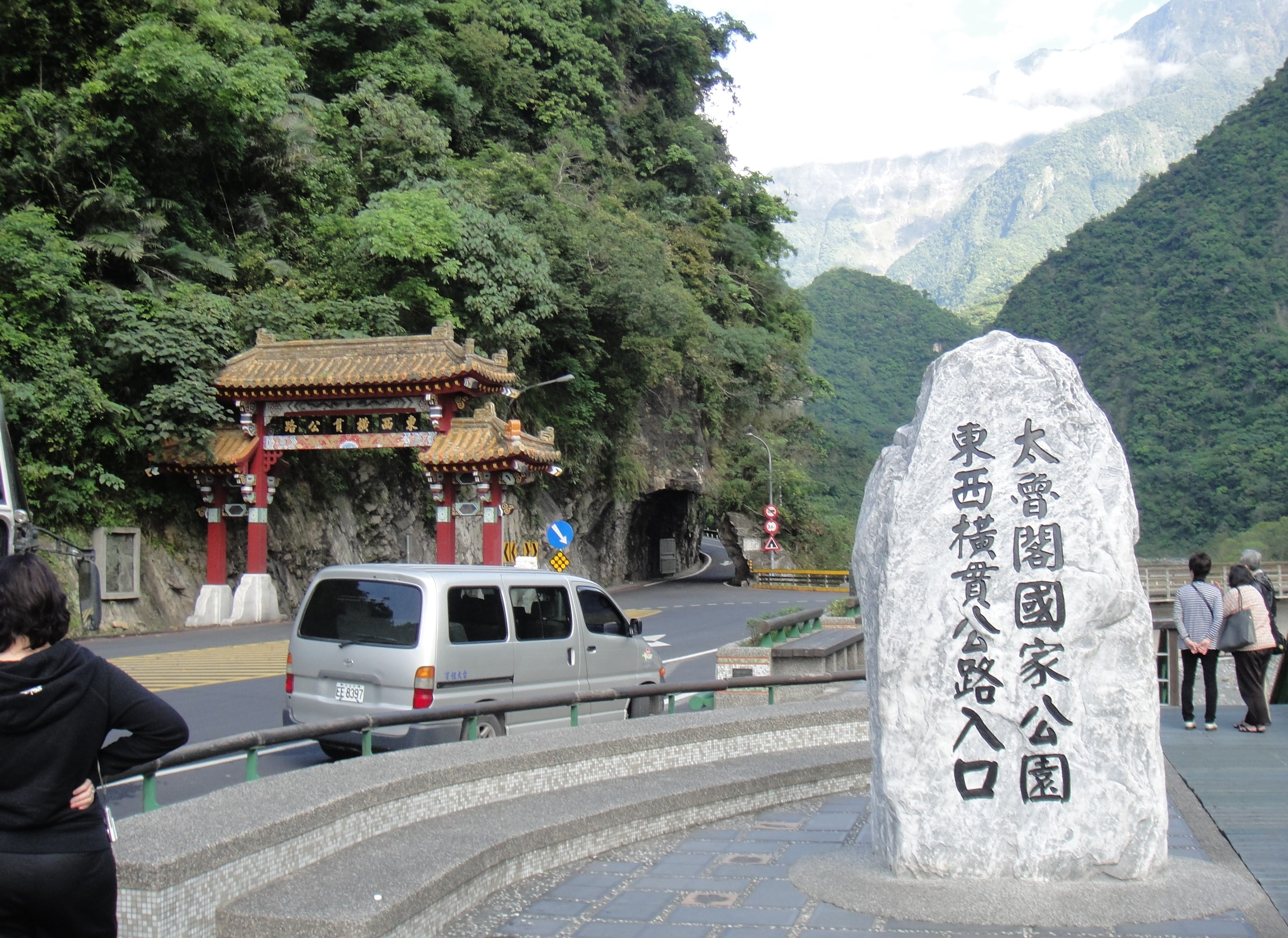
東西橫貫公路入口

通過臺灣省境內國道高速公路有二條縱貫臺灣西部走廊的中山（國道一號）、福爾摩沙（國道三號）之南北高速公路，以及二條橫跨東、西部的蔣渭水（國道五號）、水沙連（國道六號）等四條高速公路。中山高速公路，北起基隆港南抵高雄市高雄港，全長374.3公里。福爾摩沙高速公路，北起基隆，南抵屏東大鵬灣，全長431公里。蔣渭水高速公路，自國道三號南港系統交流道分出，穿越雪山隧道，終點宜蘭蘇澳，全長54.3公里。水沙連高速公路，自國道三號霧峰系統交流道分出，終點南投埔里端，全長37.6公里。
臺灣省的省道系統共有九十七條路線（含支線），十五條省道快速公路，八十二條一般省道。
省道台61線（西部濱海快速公路），北起新北市淡水沙崙，南抵臺南市安南青草崙，全長301.834公里，是聯絡省與各直轄市間省道快速道路的主要幹道。
省道臺1線，北起臺北市臺灣公路原點，南抵屏東楓港，全長461.081公里，沿途經過臺灣西部六都及八個縣市，是臺灣西部重要的幹道。省道臺9線，北起臺北市市臺灣公路原點，南抵屏東楓港，全長454.566公里，由北到南縱貫所有臺灣東部四個縣市，是臺灣東部重要的幹道。臺1線（西部幹線）及臺9線（東部幹線），總長約935.8公里，為環繞臺灣本島東西部地區的主要幹道。省道臺7線（含北部橫貫公路）、省道臺8線（中部橫貫公路，即東西橫貫公路）、省道臺20線（南部橫貫公路）等四條橫貫公路，是橫向連貫東西部地區的幹道。省道臺3線、省道臺13線、省道臺19線、省道臺21線、省道臺29線等五條縱貫公路，總長約962.1公里，為西部平原輔助幹道。省道臺2線、省道臺11線、省道臺15線、省道臺17線、省道臺26線等五條濱海公路，為環繞台灣本島行經濱海地區的主要幹道。臺灣省各縣、市道合計一百五十六條（含支線），總長度3,638.137公里。

### 海運

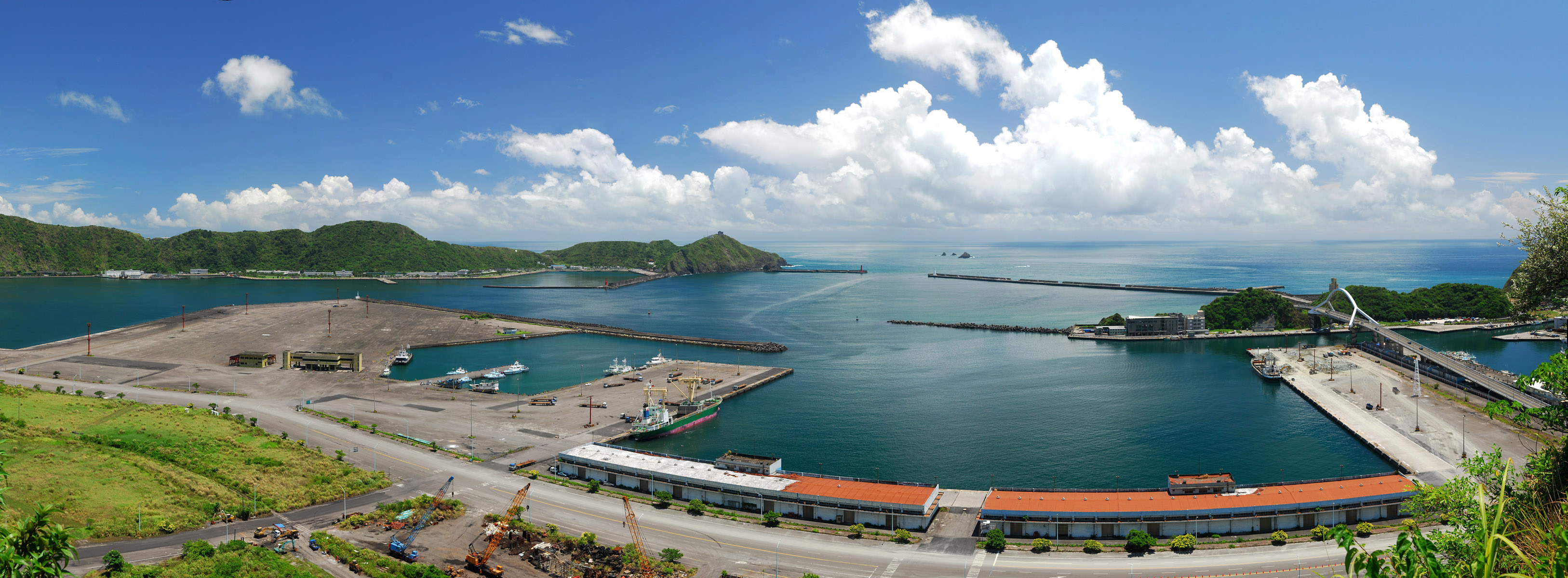
蘇澳港全景，圖中右側可以見到南方澳大橋

臺灣省境內有基隆港、花蓮港、蘇澳港等三座國際商港及布袋港、馬公港等二座國內商港，由國營公司臺灣港務公司負責經營，管轄單位為交通部航港局。其中，蘇澳港為輔助港，布袋港及馬公港（澎湖港兩大港區之一）主要是以離島運輸及觀光為主。所有商港均兼有軍港性質，為軍民共用港，於商港中撥用若干碼頭使用，蘇澳港與馬公港擁有較完整的軍用港埠設施，形同商港內的附屬軍港。軍港部分管轄單位為中華民國海軍，稱為「海軍基地」。
臺灣省的工業專用港有麥寮工業港及和平工業港二座，管轄單位為經濟部工業局。麥寮工業港配合臺灣第六套輕油裂解廠建設，港域面積476公頃，可供26萬噸級船舶進出，貨物吞吐量近7000萬公噸，出口貨物以油品為大宗

。和平工業港由臺灣水泥公司興建營運，負責臺灣東部砂石外運和臺泥公司原料成品的進出口任務。
臺灣省的漁港設立於沿海各縣市，分為第一類漁港、第二類漁港等兩大類型，第一類漁港共有六處，分別是基隆正濱漁港、八斗子漁港，宜蘭烏石漁港、南方澳漁港，新竹市新竹漁港，屏東東港鹽埔漁港，其中以八斗子漁港、南方澳漁港為最大，其餘一百四十八處為第二類漁港。

### 空運

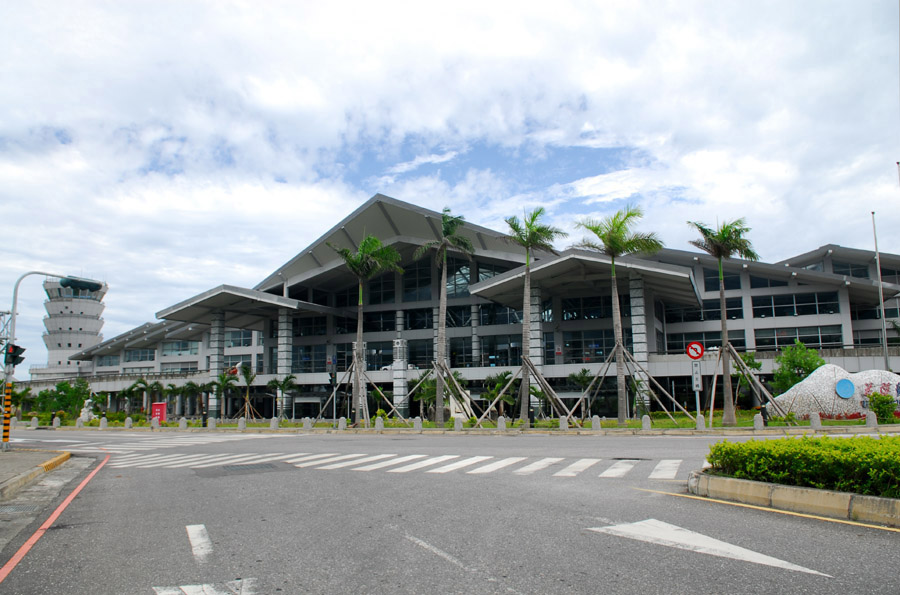
位於花蓮縣的花蓮航空站

臺灣省主要的九座國內機場，分別為澎湖、花蓮、豐年、水上四座軍民合用機場及恆春、望安、七美、綠島、蘭嶼五座民用機場。民用部分管轄單位為中華民國交通部民用航空局，軍用部分管轄單位為中華民國空軍與中華民國陸軍。花蓮機場於2001年4月27日，奉行政院核定日本包機可在花蓮機場內起降，為臺灣第一個開辦國際航線之乙種航空站，也是東臺灣第一個飛國際航線的機場。2004年3月18日啟用新航廈，3月19日正式營運，現主要二條定期國際航線是由易斯達航空營運，2019年10月15日開通，每週二、四、六，每週三班，往返花蓮仁川及每週五、日，每週二班，往返花蓮釜山的韓國包機首航。臺灣省境內各機場間國內航線皆有常態班機往返，以及飛往臺北、高雄、臺中、臺南、金門、南竿、北竿等地的航班。主要營運的航空業者是立榮、華信、德安等三家航空公司。

## 外部連結
- 臺灣省政府（停止更新）
- 臺灣省諮議會（停止更新）

## 延伸閱讀
- 國史館地理志編纂委員 編：《中華民國史·地理志》，中華民國國史館。ISBN 957-9042-02-0